# Pedały basowe

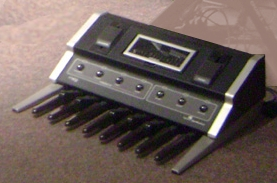
Pedały basowe Moog Taurus z 1976

Pedały basowe – elektroniczny instrument muzyczny z klawiaturą obsługiwaną stopami, generujący niskie dźwięki basowe, pełniący podobną funkcję jak klawiatura nożna w organach piszczałkowych.
Typowy zestaw pedałów basowych ma zakres jednej oktawy (13 dźwięków z półtonami od C do C) odpowiadającej głosom 8' (8-stopowym) w organach piszczałkowych. Instrument nie jest używany samodzielnie, lecz jako przystawka do organów elektrycznych lub do gitary elektrycznej (zwykle basowej). Jak każdy instrument elektroniczny – wymagał podłączenia do specjalnego wzmacniacza, który wytwarzał dźwięk za pomocą  głośnika, od lat 90. XX wieku stosuje się komputerowe moduły brzmieniowe do generowania dźwięku przy pomocy systemów MIDI.
Elektroniczne pedały basowe pojawiły się na większą skalę na początku lat 70. XX wieku. Jednym z pierwszych był stosunkowo prosty sprzęt marki Dewtron, krótko potem pojawił się na rynku najbardziej znany model: Moog Taurus. Jego pierwsza wersja oferowała trzy rodzaje dźwięków: bas, tuba i syntezator Taurus w zakresie aż pięciu oktaw. Dodatkowo można było zaprogramować swój własny dźwięk. Za pomocą stóp można było również regulować dużymi suwakami głośność i ton dźwięku. Używane były głównie przez grupy z gatunku rocka progresywnego i hard rocka (np. Genesis, Yes, Pink Floyd, Marillion, Asia, Led Zeppelin) a także rocka alternatywnego (U2, Police) w celu wzmocnienia brzmienia sekcji rytmicznej, zwłaszcza na koncertach i uzyskania efektu tzw. "ściany dźwięku".
Współcześnie, instrumenty te są produkowane przez firmy takie jak: Hammond czy Roland.